# Johann Baptist Alton
Johann Baptist Alton (ladinisch Jan Batista Alton, italienisch Giovanni Battista Alton; * 21. November 1845 in Kolfuschg; † 4. April 1900 in Rovereto) war ein österreichischer Romanist, Rätoromanist und Sprachwissenschaftler.

## Leben und Werk
Alton besuchte Gymnasien in Brixen und Trient. Von 1864 bis 1870 studierte er Klassische Sprachen und Französisch an der Universität Innsbruck und an der Sorbonne. Er schloss mit der Promotion ab und wurde Gymnasiallehrer in Prag, Wien und Rovereto. Er war ab 1885 Privatdozent der Universität Wien und bewarb sich 1899 auf den neu errichteten Lehrstuhl für Romanische Philologie in Innsbruck, unterlag aber Theodor Gartner. 
Alton wurde mit seiner Nichte Maria Alton, die ihn als Haushälterin betreute, Opfer eines Raubüberfalls in seinem Haus in der Innenstadt von Rovereto. Der Fall erregte damals einiges Aufsehen. Der für die Tat schuldig gesprochene Florian Großrubatscher wurde vom Scharfrichter Josef Lang am 19. November 1900 in Rovereto hingerichtet. Großrubatscher diente Robert Musil als literarisches Vorbild für den Mörder Christian Moosbruger in seinem Werk Der Mann ohne Eigenschaften.
Ein Gedenkstein für Johann Alton befindet sich auf dem Friedhof von Kolfuschg.

## Werke

### Verfasser
- "Ein Wort zur Charakteristik der Charaktere des Sophokles mit besonderer Berücksichtigung der Idee des sittlich Guten und des sittlich Schlechten". In: Programm des k.k. deutschen Neustädter Staatsgymnasiums zu Prag 1875, S. 3–55; 1876, S. 3–59.
- Die ladinischen Idiome in Ladinien, Gröden, Fassa, Buchenstein, Ampezzo. Wagner, Innsbruck 1879 / Forni, Bologna 1990. (Dissertation)
- Beiträge zur Ethnologie von Ostladinien. Wagner, Innsbruck 1880.
- "Einiges zu den Characteren der Artussage". In: Programm des Staatsgymnasiums im VIII. Bezirk. Wien 1883.
- "Beiträge zur Ortskunde und Geschichte von Enneberg und Buchenstein". In: Zeitschrift des deutschen und österreichischen Alpenvereins 21, 1890, S. 85–154.
- L Ladin dla Val Badia. Beitrag zu einer Grammatik des Dolomitenladinischen. Neu bearbeitet und ergänzt von Franz Vittur (* 1928), unter Mitarbeit von Guntram A. Plangg, mit Anmerkungen für das Marebanische von Alex Baldissera. Weger, Brixen 1968.

### Herausgeber
- (Hrsg.) Proverbi, tradizioni ed anneddoti delle valli Ladine orientali con versione italiana. Wagner, Innsbruck 1881.
- (Hrsg.) Li romans de Claris et Laris. Litterarischer Verein in Stuttgart, Tübingen 1884 / Editions Rodopi, Amsterdam 1966.
- (Hrsg.) Rimes ladines in pért con traduzion taliana. Wagner, Innsbruck 1885.
- (Hrsg.) Le roman de Marques de Rome. Litterarischer Verein in Stuttgart, Tübingen 1889.
- (Hrsg.) Anseïs von Karthago. Litterarischer Verein in Stuttgart, Tübingen 1892.
- (Hrsg.) Stóries e chiántes ladines con vocabolario ladin-talian. Metùdes in rima. Wagner, Innsbruck 1895.